# Thyreus bouyssoui
Thyreus bouyssoui är en biart som först beskrevs av Joseph Vachal 1903.  Thyreus bouyssoui ingår i släktet Thyreus och familjen långtungebin. Inga underarter finns listade i Catalogue of Life.